# 12. listopad
12. listopad je 316. den roku podle gregoriánského kalendáře (317. v přestupném roce). Do konce roku zbývá 49 dní.

## Události

### Česko
- 1420 – Husitské vojsko vedené Janem Žižkou dobylo Prachatice.
- 1872 – Bedřich Smetana dokončil práci na své čtvrté opeře Libuše. Opera byla původně určena k zamýšlené korunovaci císaře Františka Josefa I. českým králem.
- 1885 – Zahájen provoz pražské podolské vodárny zpracovávající filtrovanou vltavskou vodu. Do domů začala být zaváděna pitná voda a z ulic postupně začaly mizet veřejné kašny.
- 1891 – První vystoupení kvarteta, které profesor Hanuš Wihan složil z posluchačů pražské konzervatoře Karla Hoffmanna, Josefa Suka, Oskara Nedbala a Otty Bergera.  V následujícím roce začalo užívat název České kvarteto.
- 1918 – V plebiscitu, organizovaném Americkou národní radou uherských Rusínů, se pro spojení s Československem vyslovily dvě třetiny hlasujících.
- 1948 – V Jihlavě byl ukončen provoz tramvají.
- 1949 – Československá vláda zakázala církevní sňatky.
- 1952 – Založena Československá akademie věd.
- 1960 – Antonín Novotný znovu složil prezidentský slib. Kvůli nové ústavě ale po svém znovuzvolení sliboval již „věrnost Československé socialistické republice a věci socialismu“.
- 1964 – První tajemník ÚV KSČ Antonín Novotný byl podruhé zvolen prezidentem republiky.
- 1965 – Premiéra československého černobílého filmu Lásky jedné plavovlásky Miloše Formana.
- 1979 – Byl ukončen provoz tramvajové trati Motol-Vypich.
- 1989 – Papež Jan Pavel II. svatořečil Anežku Českou.
- 2008 – Česká republika se stala 18. členem Evropské kosmické agentury.
- 2014 – Po dlouhotrvající kritice rezignoval ministr dopravy Antonín Prachař.

### Svět
- 0607 – Smrtí Bonifáce III. končí jeho pontifikát. Nahradí ho Bonifác IV. jako 67. papež.
- 1330 – Vítězstvím valašského knížete Basaraba I. nad uherským králem Karlem Robertem skončila čtyřdenní bitva u Posady.
- 1880 – Poprvé vyšel Wallaceho román Ben Hur: Příběh Kristův.
- 1920 – Zástupci Itálie a Království Srbů, Chorvatů a Slovinců podepsali Rapallskou smlouvu o společné hranici.
- 1923 – Po nezdařeném puči svrhnout německou vládu (pivní puč) v Mnichově je Adolf Hitler zatčen.
- 1927 – Lev Davidovič Trockij byl vyloučen ze sovětské komunistické strany, čímž získal Stalin téměř neomezenou moc nad Sovětským svazem.

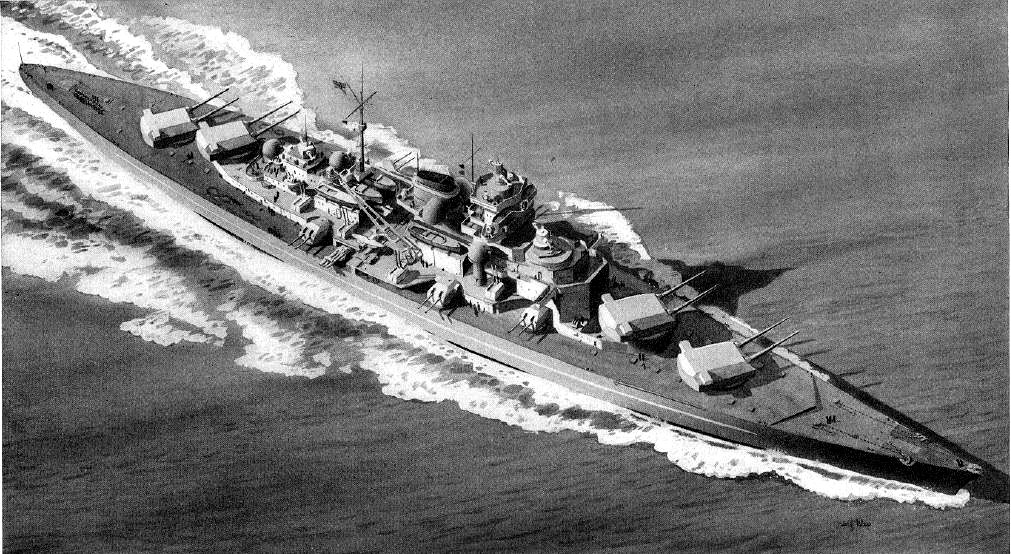
Německá bitevní loď Tirpitz

- 1936 – V San Franciscu byl otevřen komplex mostů Bay Bridge o délce 17,2 km.
- 1944 – Náletem Royal Air Force byla potopena německá bitevní loď Tirpitz.
- 1948 – Tokijský tribunál odsoudil k trestu smrti sedm japonských vojenských a vládních činitelů, včetně generála Hideki Tódžóa.
- 1954 – Poté, co Ellis Islandem v Newyorském přístavu prošlo od roku 1892 na 12 milionů imigrantů do USA, zavírá imigrační středisko svoje brány a bude přeměněno na muzeum.
- 1970 – Cyklón Bhola zasáhl deltu řeky Gangy ve Východním Pákistánu přičemž usmrtil 500 000 lidí.
- 1980 – Kosmická sonda Voyager 1 se během svého letu nejvíce přiblížila Saturnu a poprvé vyfotila jeho prstence.
- 1982 – Jurij Vladimirovič Andropov se po úmrtí Leonida Brežněva stal generálním tajemníkem ÚV KSSS.
- 1991 – Přes 250 demonstrantů zabila indonéská armáda při masakru studentů v Dili, hlavním městě Východního Timoru.
- 2015 – Při teroristickém útoku v libanonském Bejrútu zemřelo 43 lidí.
- 2017 – Při zemětřesení o síle 7,3 na hranicích Iráku a Íránu zahynulo okolo 630 lidí.

## Narození
Viz též Kategorie:Narození 12. listopadu — automatický abecedně řazený seznam.

### Česko

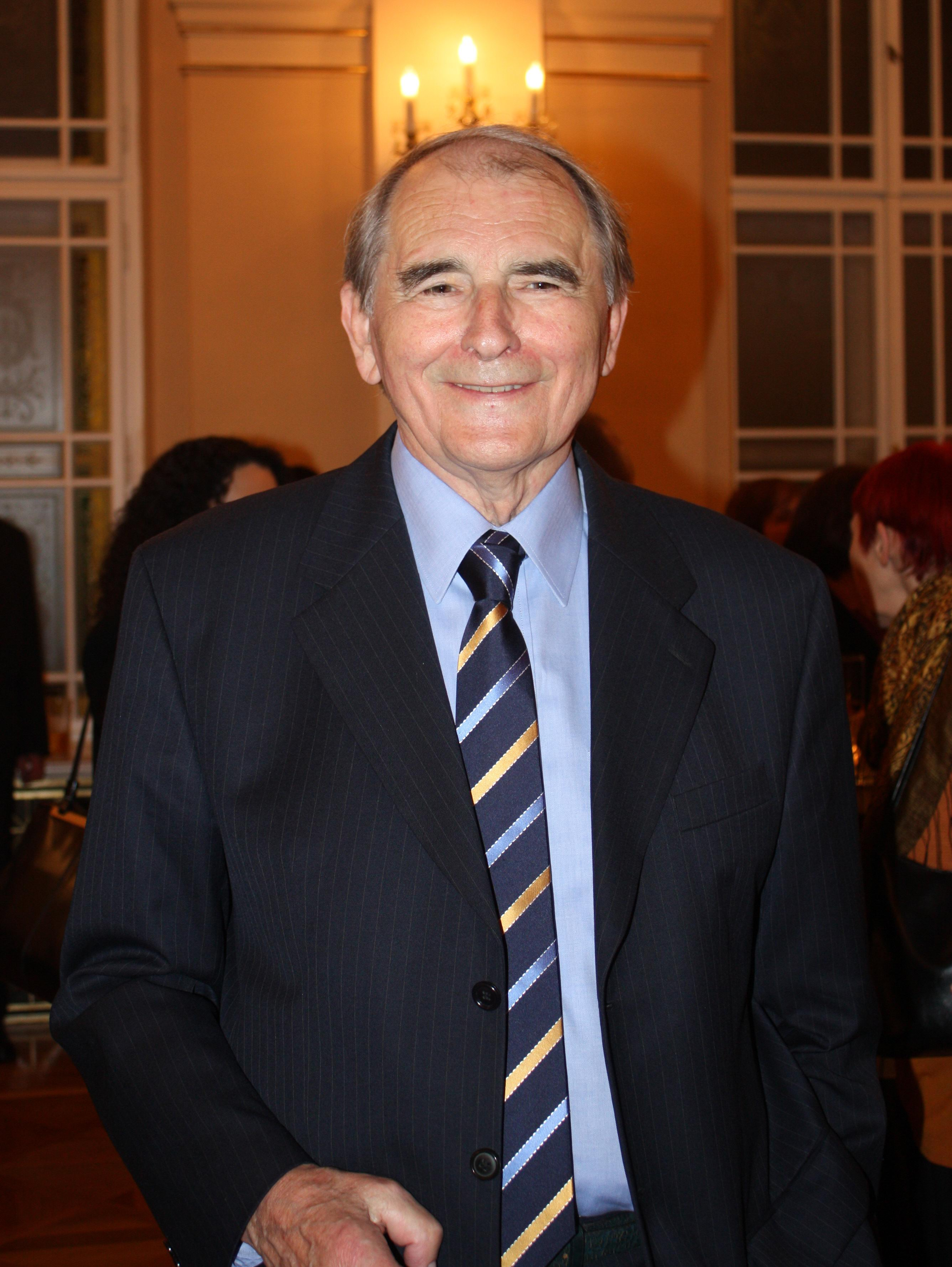
Jaroslav Šedivý (* 1929)

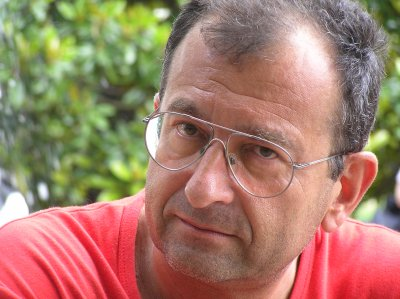
Cyril Höschl (* 1949)

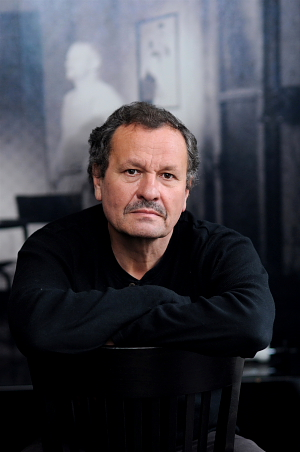
Miroslav Krobot (* 1951)

- 1751 – Johann Nepomuk Grün, opat strahovského kláštera († 20. ledna 1816)
- 1806 – Josef Jaroslav Langer, novinář a básník († 28. dubna 1846)
- 1860
  - Rudolf Dvořák, zakladatel české orientalistiky († 1. února 1920)
  - Otmar Vaňorný, překladatel antické poezie a spisovatel († 14. ledna 1947)
- 1864 – Stanislav Schulhof, stomatolog, esperantista a básník († 18. srpna 1919)
- 1866
  - František Adamec, kněz, včelařský odborník, († 5. srpna 1946)
  - Ján Kliešek, československý politik († 20. ledna 1922)
  - Stanislav Sucharda, sochař († 5. května 1916)
- 1867 – Hieronymus Siegel, československý politik německé národnosti 18. srpna 1933)
- 1883 – Stanislav Feikl, malíř († 7. ledna 1933)
- 1887 – Jan Dvořáček, československý ministr průmyslu, obchodu a živností († ? 1956)
- 1890 – Hermína Vojtová, herečka († 3. září 1976)
- 1895 – Čestmír Loukotka, lingvista a etnolog († 13. dubna 1966)
- 1896
  - Jan Poláček, sběratel hanáckých a slováckých lidových písní († 10. března 1968)
  - Leopold Slíva, politik († 6. června 1986)
- 1906 – Vilibald Bezdíček, vysokoškolský pedagog, politik ministr († 13. srpna 1991)
- 1920 – Ludvík Pompe, divadelní a rozhlasový režisér († 15. února 1981)
- 1922 – Stanislav Zámečník, historik († 21. června 2011)
- 1923 – Ester Krumbachová, výtvarnice kostýmní, scenáristka († 13. ledna 1996)
- 1927 – František Šťastný, motocyklový závodník († 8. dubna 2000)
- 1929 – Jaroslav Šedivý, historik, politik a diplomat († 27. ledna 2023)
- 1930 – Alexandr Večtomov, violoncellista († 29. prosince 1989)
- 1931
  - Stanislav Lusk, reprezentant ve veslování, olympijský vítěz († 6. května 1987)
  - Josef Lamka, výtvarník, scenárista, režisér a animátor († 6. července 2009)
- 1934 – František Laurin, divadelní a filmový režisér, vysokoškolský pedagog
- 1939 – Miloš Polášek, fotograf, grafik a vydavatel († 16. dubna 2017)
- 1942 – Alena Nádvorníková, básnířka, malířka a teoretička surrealismu († 3. října 2023)
- 1944 – Jiří Pecha, divadelní a televizní herec († 28. února 2019)
- 1945 – Miroslav Paleček, folkový písničkář
- 1946 – Svatava Urbanová, literární historička, teoretička a kritička
- 1949 – Cyril Höschl, psychiatr a vědec († 21. dubna 2025)
- 1951 – Miroslav Krobot, divadelní režisér, herec, dramatik
- 1968 – Josef Jandač, lední hokejista a trenér
- 1983 – Michal Holán, herec a dabér
- 1989 – Marika Šoposká, herečka a dabérka
- 1993 – Tomáš Hertl, lední hokejista

### Svět

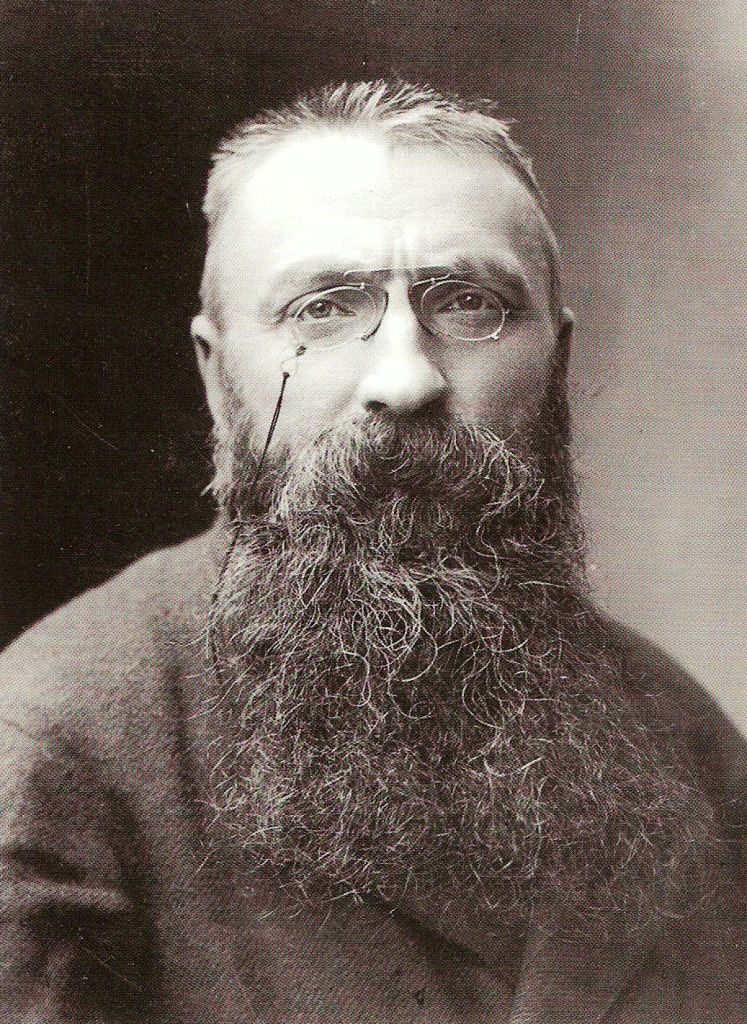
Auguste Rodin (* 1840)

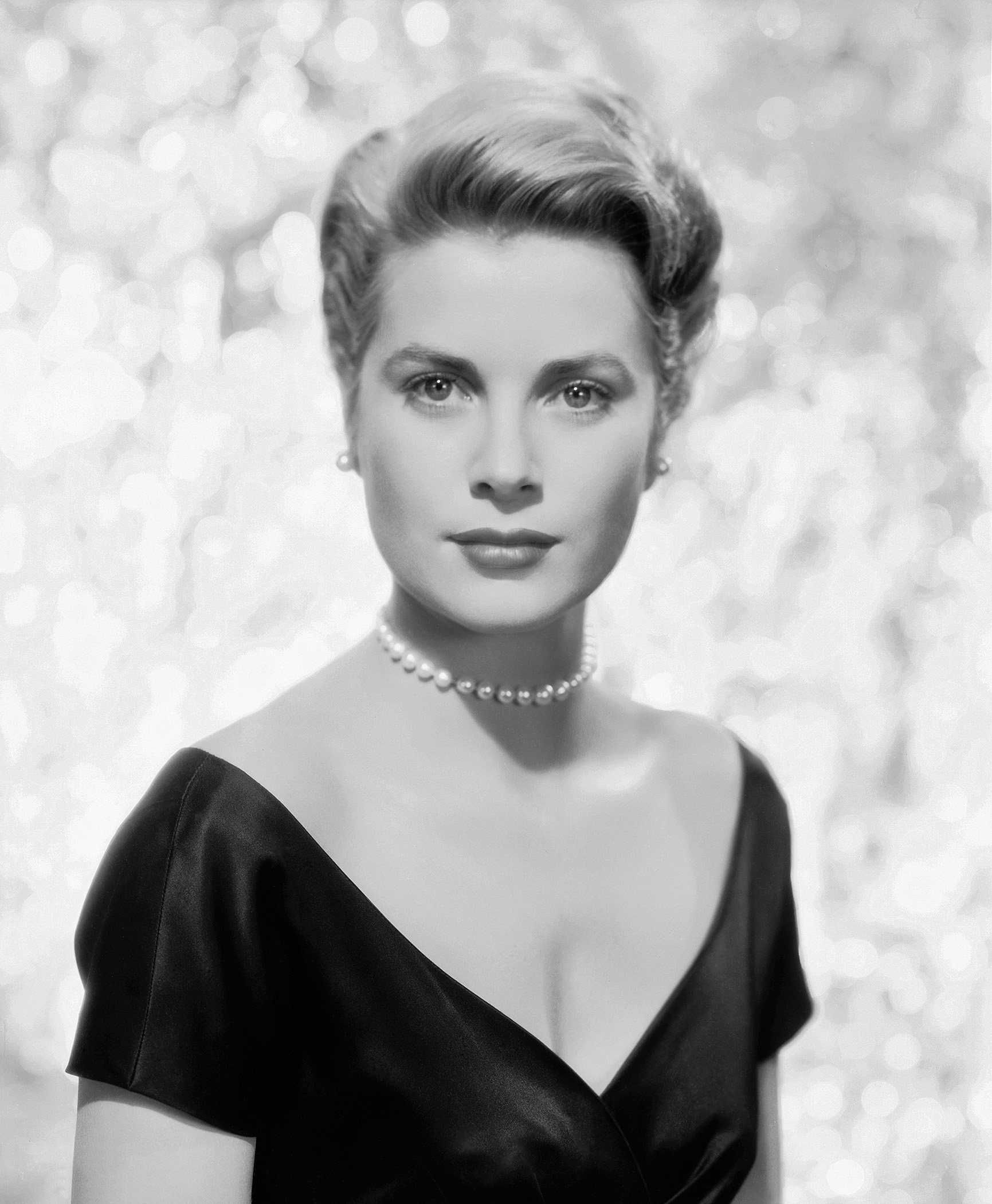
Grace Kellyová (* 1929)

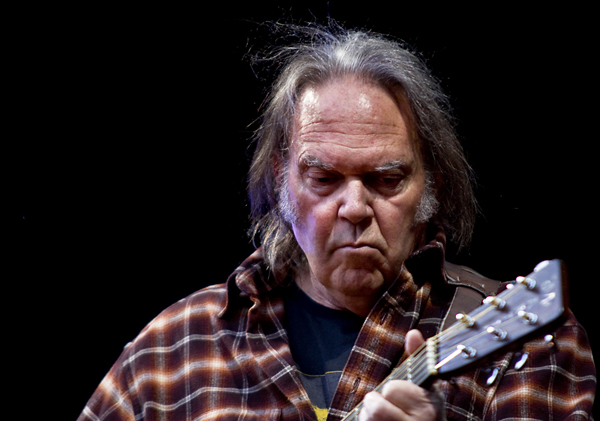
Neil Young (* 1945)

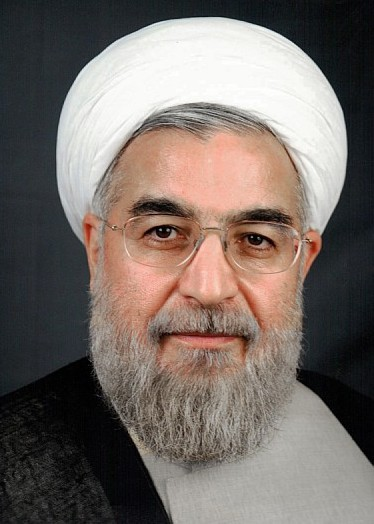
Hasan Rúhání (* 1948)

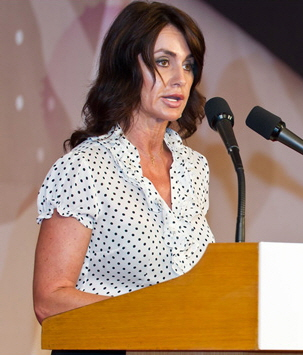
Nadia Comaneci (* 1961)

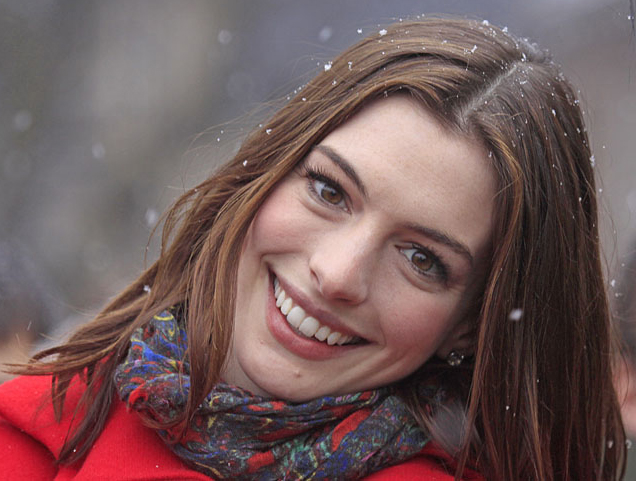
Anne Hathawayová (* 1982)

- 1547 – Claude Francouzská, francouzská princezna († 21. února 1575)
- 1648 – Louis-Hector de Callière, generální guvernér Nové Francie († 26. května 1703)
- 1676 – Antonio Pollarolo, italský varhaník a hudební skladatel († 4. května 1746)
- 1730 – Caterina Gabrielli, italská koloraturní sopranistka († 16. února 1796)
- 1746 – Jacques Charles, francouzský vynálezce, vědec, matematik († 7. dubna 1823)
- 1755 – Gerhard von Scharnhorst, pruský generál († 28. června 1813)
- 1790 – Letitia Christian Tylerová, manželka 10. prezidenta USA Johna Tylera († 10. září 1842)
- 1815 – Elizabeth Cady Stantonová, americká spisovatelka a bojovnice za práva žen († 26. října 1902)
- 1817 – Bahá'u'lláh, zakladatel Bahá'í víry († 1892)
- 1819 – Daniel Sanders, německý lexikograf a jazykovědec († 11. března 1897)
- 1825 – Julie von Hauke, manželka Alexandra Hesensko-Darmstadtského († 19. září 1895)
- 1833 – Alexandr Porfirjevič Borodin, ruský hudební skladatel období romantismu, chemik a lékař († 1887)
- 1840 – Auguste Rodin, francouzský sochař († 1917)
- 1842 – Lord Rayleigh, britský fyzik, nositel Nobelovy ceny († 30. června 1919)
- 1850 – Michail Ivanovič Čigorin, ruský šachista († 25. ledna 1908)
- 1857 – Constant Puyo, francouzský fotograf († 6. října 1933)
- 1865 – Into Konrad Inha, finský fotograf a spisovatel († 3. dubna 1930)
- 1866 – Sunjatsen, první prezident Čínské republiky († 12. března 1925)
- 1881 – Maximilian von Weichs, polní maršál německého Wehrmachtu († 27. června 1954)
- 1883 – Stanisław Bułak-Bałachowicz, polský generál († 10. května 1940)
- 1891 – Władysław Bortnowski, polský generál († 21. listopadu 1966)
- 1898 – Leon Štukelj, slovinský olympionik († 8. listopadu 1999)
- 1901 – Gejza Medrický, slovenský politik, ministr hospodářství slovenského státu († 2. března 1989)
- 1904 – Henri-Irénée Marrou, francouzský historik († 11. dubna 1977)
- 1905 – Arthur Hedley, britský muzikolog († 8. listopadu 1969)
- 1909 – Július Nemčík, slovenský malíř († 7. ledna 1986)
- 1911 – Buck Clayton, americký trumpetista († 8. prosince 1991)
- 1914 – Edward Schillebeeckx, belgický teolog a dominikán († 23. prosince 2009)
- 1915 – Roland Barthes, francouzský literární kritik a teoretik, filosof a sémiotik († 1980)
- 1922 – Tadeusz Borowski, polský básník, prozaik a publicista († 3. července 1951)
- 1923 – Vicco von Bülow, německý karikaturista, režisér a filmový herec († 22. srpna 2011)
- 1924 – Sam Jones, americký kontrabasista a violoncellista († 15. prosince 1981)
- 1927
  - Hans Blohm, kanadský fotograf († 4. prosince 2021)
  - Jutaka Tanijama, japonský matematik († 17. listopadu 1958)
- 1929
  - Grace Kellyová, americká herečka a monacká princezna († 1982)
  - Michael Ende, německý spisovatel († 28. srpna 1995)
- 1930 – Tonke Dragtová, nizozemská spisovatelka († 12. července 2024)
- 1932 – John Marshall, americký filmař a antropolog († 22. dubna 2005)
- 1933 – Džalál Talabání, 6.prezident Iráku († 3. října 2017)
- 1934
  - Vavá, brazilský fotbalista († 19. ledna 2002)
  - Charles Manson, americký vůdce zločinecké bandy „Rodina“, která má na svědomí několik brutálních vražd († 19. listopadu 2017)
- 1937 – Richard Truly, americký astronaut († 27. února 2024)
- 1938 – Warren Bernhardt, americký klavírista († 19. srpna 2022)
- 1939
  - Lucia Poppová, slovenská operní zpěvačka († 16. listopadu 1993)
  - Siegfried Schneider, německý volejbalista
- 1940
  - Teofil Klas, slovenský básník a překladatel († 27. února 2025)
  - Donald William Wuerl, americký kardinál
- 1942 – Leif Holmqvist, švédský lední hokejový brankář
- 1943 – Wallace Shawn, americký komik, herec a dramatik
- 1944 – Booker T. Jones, americký hudebník, multiinstrumentalista, hudební producent a skladatel
- 1945
  - Emil Horváth, slovenský herec, režisér a divadelní pedagog
  - Neil Young, kanadský zpěvák písničkář, hudebník a filmový režisér
- 1947 – Patrice Leconte, francouzský režisér a scenárista
- 1948 – Hasan Rúhání, prezident Íránu
- 1952
  - Max Grodénchik, americký herec
  - Ján Kubiš, ministr zahraničních věcí Slovenské republiky
  - Vjačeslav Zajcev, sovětský volejbalista († 12. června 2023)
- 1956 – Stevie Young, skotský rockový kytarista
- 1959 – Tošihiko Sahaši, japonský hudební skladatel
- 1961 – Nadia Comaneciová, rumunská gymnastka
- 1962 – Wim Kieft, nizozemský fotbalista [1]
- 1968 – Nick D'Virgilio, americký hudebník
- 1970 – Craig Parker, novozélandský herec
- 1975 – Angela Watsonová, americká herečka
- 1978
  - Zachary Cale, americký zpěvák a kytarista
  - Alexandra Maria Lara, německá herečka
- 1979 – Katalin Marosiová, maďarská tenistka
- 1980 – Ryan Gosling, kanadský herec
- 1982 – Anne Hathawayová, americká herečka
- 1984 – Jen C’, čínská tenistka
- 1990 – Florent Manaudou, francouzský plavec
- 1992 – Adam Larsson, švédský lední hokejista
- 1994 – Guillaume Cizeron, francouzský krasobruslař
- 1996 – Vincenzo Albanese, italský silniční cyklista

## Úmrtí
Viz též Kategorie:Úmrtí 12. listopadu — automatický abecedně řazený seznam.

### Česko

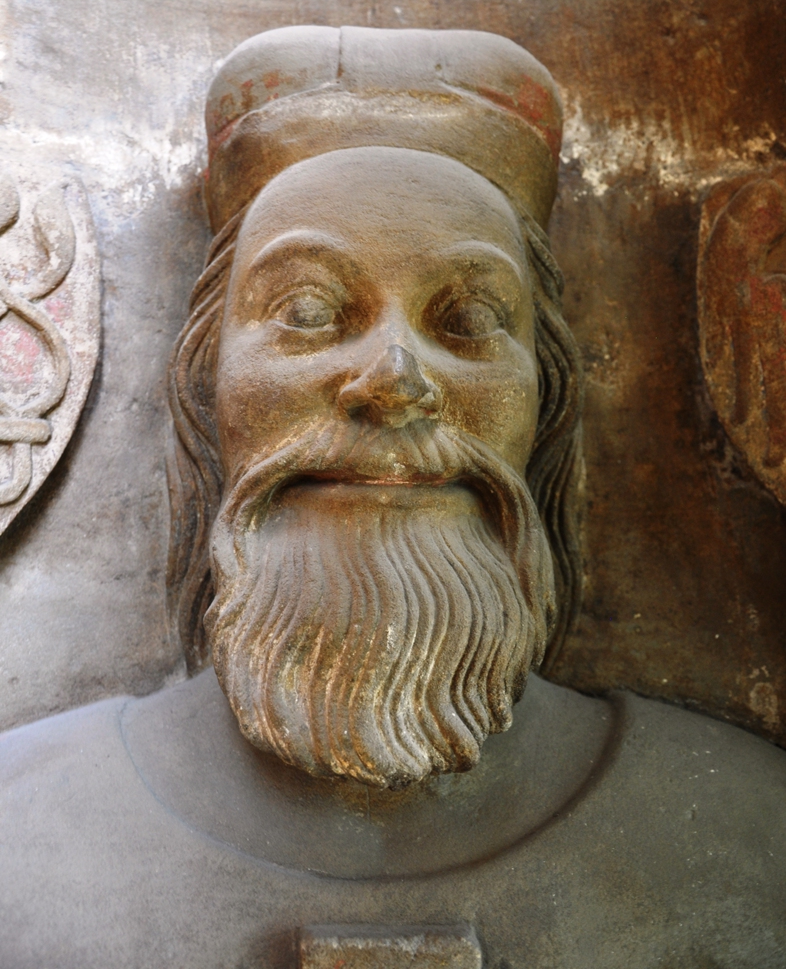
Jan Jindřich († 1375)

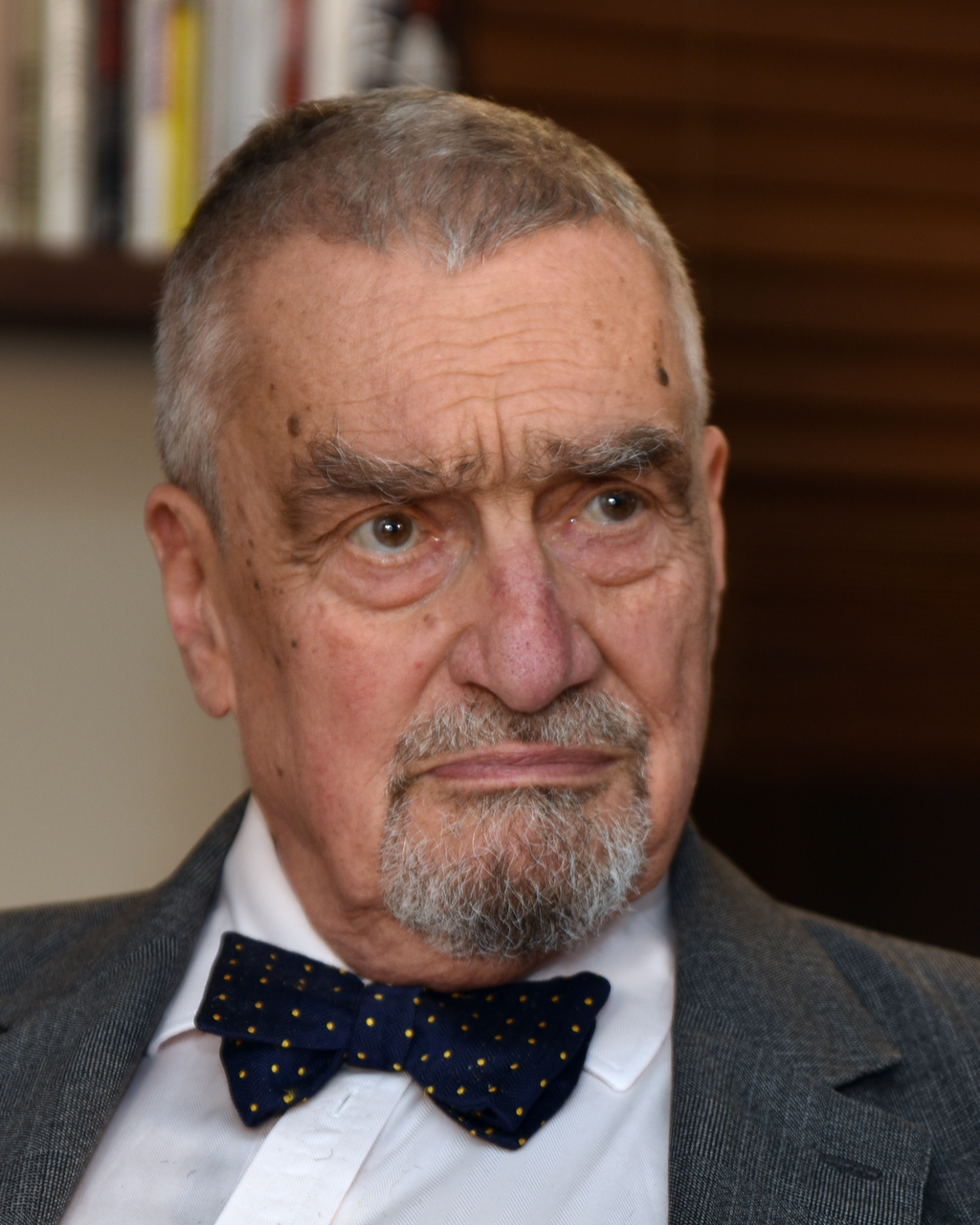
Karel Schwarzenberg († 2023)

- 1375 – Jan Jindřich Lucemburský, český kralevic a moravský markrabě (* 12. února 1322)
- 1907
  - Arnošt Praus, varhaník a hudební skladatel (* 3. března 1873)
  - Rudolf Inemann, herec a režisér (* 31. května 1861)
- 1909 – Julius Lippert, rakouský a český historik a politik (* 12. dubna 1839)
- 1924 – Karel Mušek, divadelní herec a režisér (* 1. ledna 1867)
- 1945 – Eugen Ledebur-Wicheln, československý politik německé národnosti (* 14. listopadu 1873)
- 1948 – Jaroslav Rychtera, československý politik (* 24. dubna 1874)
- 1951 – Konstantin Biebl, básník (* 26. února 1898)
- 1952 – Josef Robotka, generálmajor i.m. (˝* 25. února 1906)
- 1961 – Rudolf Chlup, hudební skladatel (* 8. září 1879)
- 1966 – Vladimír Babula, spisovatel (* 24. července 1919)
- 1987 – Václav Bednář, operní pěvec (* 20. prosince 1905)
- 1989 – František Vlček, generální vikář litoměřické diecéze (* 1903)
- 1992 – Marie Kodovská, naivní malířka a básnířka (* 21. ledna 1912)
- 2007 – Hedvika Vilgusová, ilustrátorka (* 30. dubna 1946)
- 2023
  - Karel Schwarzenberg, český politik a šlechtic (* 10. prosince 1937)
  - Roman Čechmánek, hokejový brankář (* 2. března 1971)

### Svět

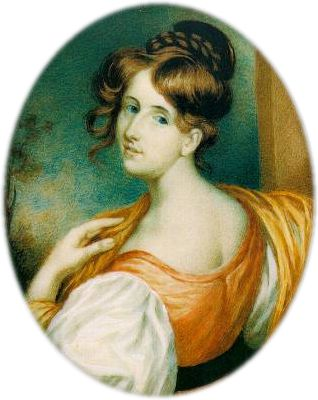
Elizabeth Gaskellová († 1865)

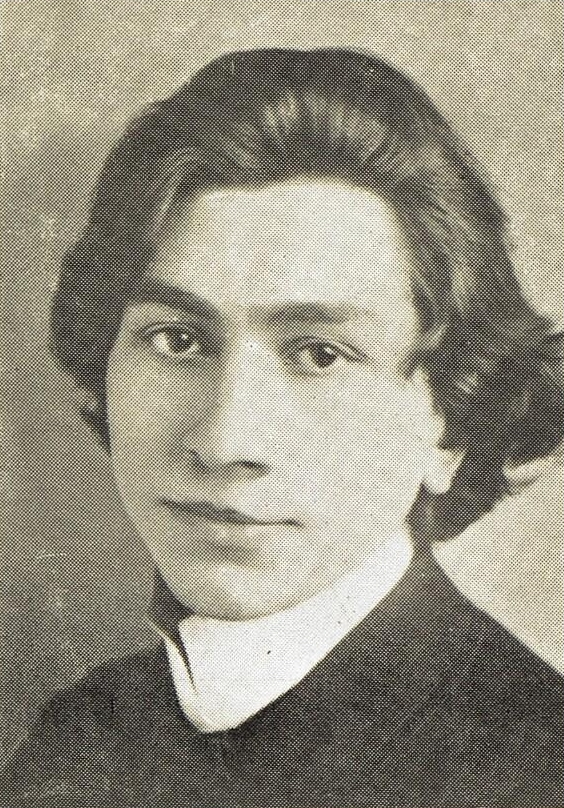
Rudolf Friml († 1972)

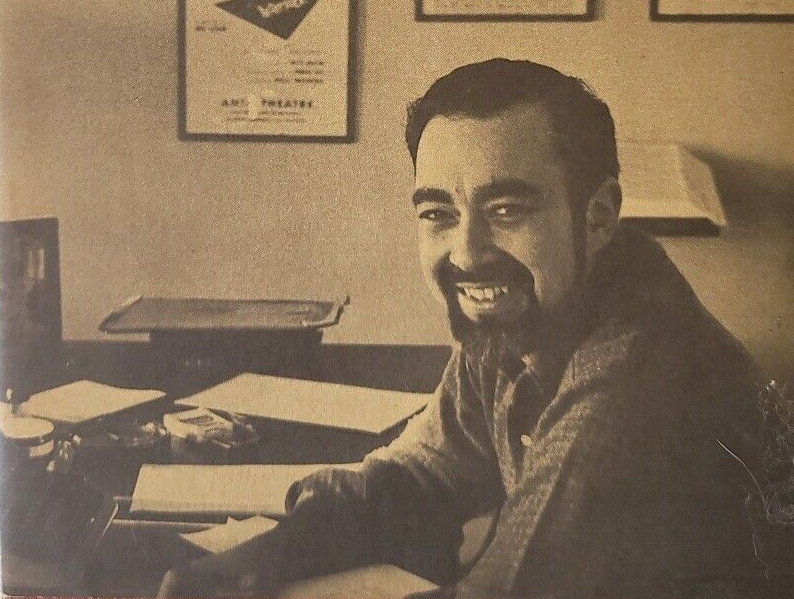
Ira Levin († 2007)

- 0607 – Bonifác III., papež (* ?)
- 1035 – Knut Veliký, vikinský král Dánska, Anglie, Norska a části Švédska (* cca 985)
- 1209 – Filip z Plessis, velmistr řádu templářů (* ? 1165)
- 1567 – Anne de Montmorency, francouzský politik, vojevůdce a konetábl (* 15. března 1493)
- 1600 – Ondřej Rakouský, syn arcivévody Ferdinanda, kardinál a biskup kostnický (* 15. června 1558)
- 1605 – Akbar Veliký, indický panovník (* 15. října)
- 1623 – Svatý Josafat Kuncevič, arcibiskup polocký, světec Řeckokatolické církve (* 1580)
- 1671 – Thomas Fairfax, anglický generál a vrchní velitel armády parlamentu v době anglické občanské války (* 17. ledna 1612)
- 1722 – Adriaen van der Werff, nizozemský malíř (* 21. ledna 1659)
- 1754 – Jacob de Wit, nizozemský malíř (* 19. prosince 1695)
- 1793 – Jean Sylvain Bailly, francouzský astronom a řečník (* 1736)
- 1848 – Johann Gottfried Sommer, německý topograf a spisovatel (* 1782)
- 1858 – Alois II. z Lichtenštejna, lichtenštejnský kníže (* 26. května 1796)
- 1865 – Elizabeth Gaskellová, britská spisovatelka (* 29. září 1810)
- 1869
  - Friedrich Overbeck, německý malíř (* 3. července 1789)
  - Gheorghe Asachi, rumunský spisovatel, malíř a historik (* 1. března 1788)
- 1891 – Jindřiška Mendlová, německá herečka, manželka bavorského vévody Ludvíka (* 31. července 1833)
- 1893 – Alexander Bach, rakouský konzervativní politik (* 4. ledna 1813)
- 1916 – Percival Lowell, americký astronom-amatér (* 1855)
- 1924 – Edmund Dene Morel, britský novinář, spisovatel a politik (* 10. července 1873)
- 1928 – Francis Preserved Leavenworth, americký astronom (* 1858)
- 1933 – F. Holland Day, americký malíř (* 8. července 1864)
- 1941 – Charles Huntziger, francouzský generál (* 25. červen 1880)
- 1942 – Elmer Niklander, finský olympijský vítěz v hodu diskem (* 19. ledna 1890)
- 1944
  - George David Birkhoff, americký matematik (* 21. března 1884)
  - Otto Frank, německý lékař a fyziolog (* 21. června 1865)
- 1946 – Camillo Caccia Dominioni, italský katolický duchovní a kardinál (* 7. února 1877)
- 1947 – Emmuska Orczy, britská spisovatelka (* 23. září 1865)
- 1948 – Umberto Giordano, italský operní skladatel (* 28. srpna 1867)
- 1955 – Tin Ujević, chorvatský básník (* 5. července 1891)
- 1968 – Karl Zuchardt, německý spisovatel a dramatik (* 10. února 1887)
- 1969
  - Iskandar Mírza, první prezident Pákistánu (* 13. listopadu 1899)
  - Liou Šao-čchi, čínský komunistický politik (* 24. listopadu 1898)
  - William Friedman, americký kryptolog (* 24. září 1891)
  - Serge Poliakoff, ruský malíř (* 8. ledna 1900)
- 1972 – Rudolf Friml, americký skladatel českého původu (* 2. prosince 1879)
- 1980 – Andrej Alexejevič Amalrik, ruský disident, spisovatel a publicista (* 12. května 1938)
- 1982 – Dorothy Roundová Littleová, britská tenistka (* 13. července 1908)
- 1986 – Fritz G. Winter, německý architekt (* 22. března 1910)
- 1989 – Dolores Ibárruri, španělská revolucionářka (* 9. prosince 1895)
- 1994
  - Atanas Komšev, bulharský reprezentant v zápase, olympijský vítěz (* 23. října 1959)
  - Wilma Rudolphová, americká sprinterka, trojnásobná olympijská vítězka (* 23. června 1940)
- 1997 – Rainer Ptacek, německo-americký kytarista a zpěvák-skladatel s českými předky (* 7. června 1951)
- 2000 – Jacob Willem Cohen, nizozemský matematik (* 27. srpna 1923)
- 2001 – Albert Hague, německý skladatel a textař (* 13. října 1920)
- 2003
  - Jonathan Brandis, americký herec (* 13. dubna 1976)
  - Greg Ridley, britský rockový baskytarista (* 23. října 1947)
- 2007
  - Ike Turner, americký kytarista, zpěvák a hudební producent (* 5. listopadu 1931)
  - Ira Levin, americký spisovatel a dramatik (* 27. srpna 1929)
- 2008
  - William Miller, americký olympijský vítěz ve skoku o tyči 1932 (* 1. listopadu 1912)
  - Mitch Mitchell, britský rockový bubeník (* 9. července 1947)
- 2010 – Henryk Mikolaj Górecki, polský skladatel (* 6. prosince 1933)
- 2012 – Daniel Stern, americký psychoanalytik (* 16. srpna 1934)
- 2013
  - John Tavener, britský hudební skladatel (* 28. ledna 1944)
  - Alexandr Serebrov, sovětský kosmonaut (* 15. února 1942)
- 2014 – Warren Clarke, britský herec (* 26. dubna 1947)
- 2018 – Stan Lee, zakladatel Marvel comics (* 28. prosince 1922)
- 2020 – Raman Bandarenka, běloruský malíř zavražděn během protestů proti režimu (* 1. srpna 1989)
- 2023
  - Helena Pilejczyková, polská rychlobruslařka (* 1. dubna 1931)
  - Don Walsh, americký oceánograf (* 2. listopadu 1931)

## Svátky

### Česko
- Benedikt, Benedikta
- Astrid, Astrida
- Vitold

### Svět
- Světový den pneumonie

## Pranostiky

### Česko
- Na svatého Josafata lepší kožich nežli vata.